# 許增
許增（1824年—1903年），字益斋，一字迈孙，浙江仁和人，清朝画家。
許增為書法家兼藏書家，善於畫佛像，其亦以孝為名，為母修建庭院。。